# Emgek-Talaa (Landgemeinde)
Emgek-Talaa (kirgisisch Эмгек-Талаа айыл аймагы) ist eine Landgemeinde (ajyl aimagy) im Rajon Naryn des Oblus Naryn in Kirgisistan. Sie besteht aus den Dörfern Ak-Talaa (kirgisisch Ак-Талаа), Emgek-Talaa (kirgisisch Эмгек-Талаа) und Tegerek (kirgisisch Тегерек). Das Verwaltungszentrum ist das Dorf Ak-Talaa. Im Jahr 2009 hatte die Landgemeinde 2513 Einwohner. Bis 2021 wuchs die Bevölkerung auf 3468.
Das Gebiet der Landgemeinde liegt am Fluss Naryn gegenüber von Dostuk und erstreckt sich bis zum Dorf Tegerek einige Kilometer vom Ufer entfernt.
| Dorf        | Einwohnerzahl (2009) | Einwohnerzahl (2021) |
| ----------- | -------------------- | -------------------- |
| Ak-Talaa    | 1100                 | 1961                 |
| Emgek-Talaa | 1347                 | 1866                 |
| Tegerek     | 066                  | 0131                 |